# Львовский № 2
Львовский № 2 — кутан СПК «Куба» Лакского района Дагестана.

## Географическое положение
Расположен в Бабаюртовском районе, в 2 км к востоку от села Львовский № 1, у федеральной трассы Астрахань-Махачкала, на левом берегу канала Тальма.

## История
В 1901 году на земле приобретенной у братьев Львовых (1200 десятин), немцами-меннонитами, переселенцами из Подднепровья, была основана колония Харч или № 2. До революции 1917 года в колонии размешались меннонитский молитвенный дом, лавка Д. Бошмана, школа. Во время гражданской войны колония подверглась разграблению, а большая часть населения покинула его. По данным на 1926 год посёлок Колония № 2 состоял из 9 хозяйств, в административном отношении входил в состав Львовского сельсовета Бабаюртовского района. По сведениям 1939 года хутор Львовский № 2 продолжал числиться в составе Львовского сельсовета. На основании секретного постановления ГКО № 827 «О переселении немцев из Дагестанской и Чечено-Ингушской АССР» от 22 октября 1941 года все немцы Дагестана, в том числе и бывшей колонии Харч, были выселены в Сибирь и Казахстан. В середине 1950-х годов земли бывшей колонии были переданы под зимние пастбища колхоза имени Сталина (в конце 1961 году переименован в «Искра») села Куба Лакского района. По данным на 1959 год хутор входил в состав Толмакубского сельсовета и являлся кутаном колхоза имени Сталина.

## Население
| Год     | 1902 | 1914 | 1918 | 1926 | 1939 | 1959 |
| ------- | ---- | ---- | ---- | ---- | ---- | ---- |
| человек | 91   | 115  | 120  | 32   | 160  | 101  |

Национальный состав
При образовании в колонии проживали немцы, исповедовавшие меннонитство. В 1926 году колония продолжала оставаться моноэтнической — немецкой. По данным на 1959 год в селе проживали кумыки.